# Covidien

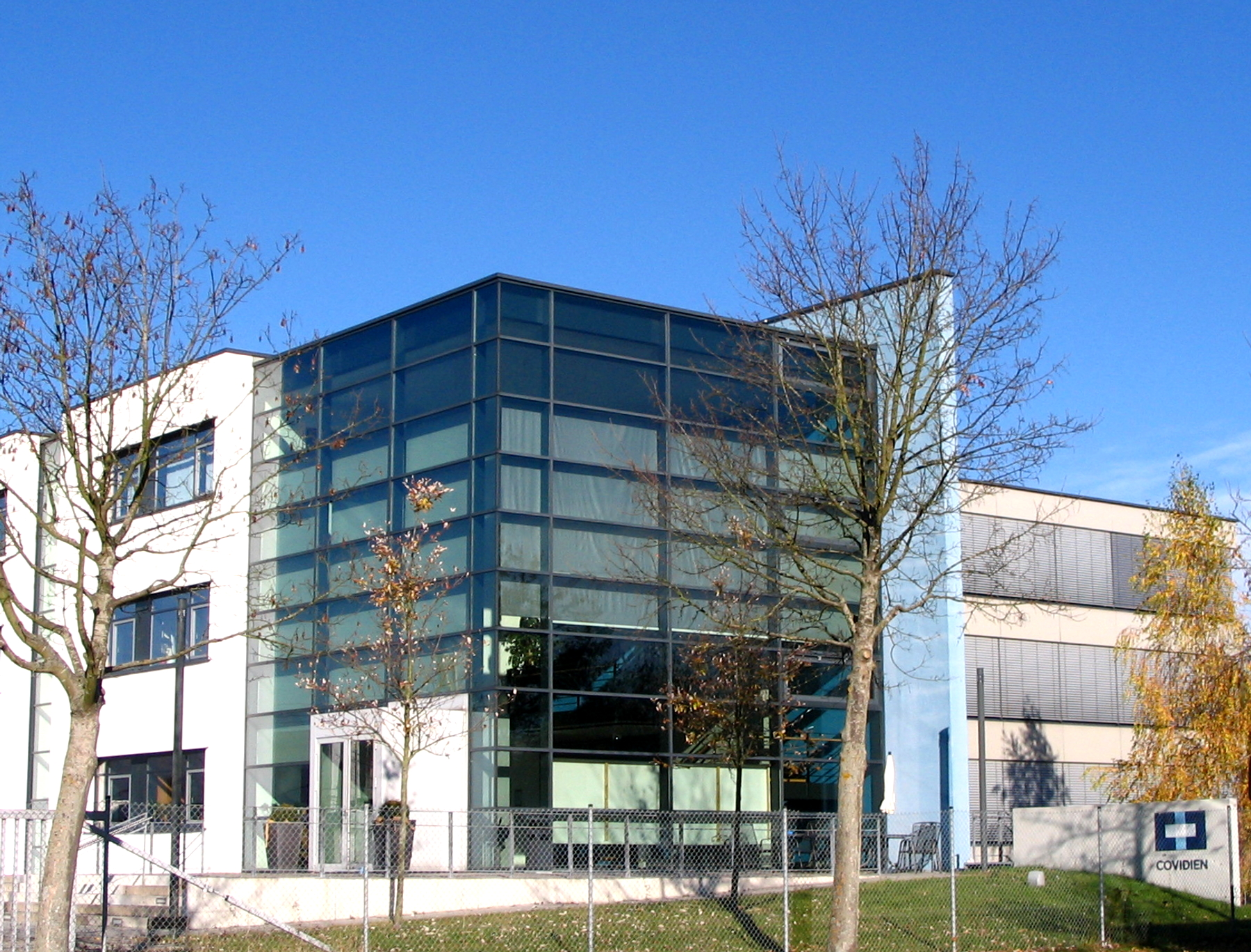
Verwaltungssitz Neustadt an der Donau

Covidien plc mit Sitz in Dublin war ein ehemals börsennotiertes Unternehmen im Bereich der Medizintechnik, das im Januar 2015 von Medtronic übernommen worden ist.

## Geschichte
Covidien ging aus dem amerikanischen Konglomerat Tyco International hervor:
Im Januar 2006 kündigte das 1960 gegründete Unternehmen an, sich in drei börsennotierte Firmen aufzuspalten: Tyco Healthcare, Tyco Electronics und Tyco Fire & Security. Die Aufspaltung erfolgte am 29. April 2007.
Covidien entstand offiziell am 29. Juni 2007 aus dem Unternehmen Tyco Healthcare und produziert verschiedene Pharmazieprodukte sowie Medizintechnikprodukte. Unter dem Dach von Covidien sind seitdem mehrere medizintechnische Marken vertreten (u. a. Auto-Suture, Bio-Surgery, Kendall, Mallinckrodt Pharmaceuticals und Mallinckrodt Imaging (bis diese Mitte 2013 selbständig wurden), Syneture, Nellcor, Puritan Bennett)
Ende 2008 beschloss der Konzern, seinen Sitz von den Bermuda nach Irland zu verlegen. Damit verbunden war auch die Umwandlung des Unternehmens in eine Aktiengesellschaft nach irischem Recht.
2010 gab das Unternehmen bekannt, den Katheterhersteller „ev3“ für 2,6 Milliarden US$ übernommen zu haben.
Im Juni 2014 wurden Pläne bekannt, wonach der US-amerikanische Konzern Medtronic den irischen Konkurrenten Covidien kaufen wird und der zukünftige Unternehmenssitz sich in Dublin befinden soll. Die Übernahme wurde am 27. Januar 2015 abgeschlossen.

## Namensgebung
Covidien steht für die englischsprachigen Begriffe Collaboration und Compassion, für integrierte Zusammenarbeit in der Medizin und verbundene Empathie für den Patienten, wodurch das Logo die beiden „C“ aufweist. VI steht für das lateinische Vita, Leben.

## Covidien Deutschland GmbH
Die deutsche Niederlassung befindet sich in Neustadt an der Donau und ist im Handelsregister Regensburg eingetragen. Covidien beerbte den Firmensitz von der 1973 gegründeten Niederlassung von Kendall. Das Unternehmen untergliedert sich in Deutschland in die vier Geschäftseinheiten:
- Surgical & Energy Based Devices (Laparoskopie, Klammernaht, Nahtmaterial, Herniennetze, Elektrochirurgie)
- Respiratory & Monitoring Solutions (Beatmung, Monitoring, Intensiv- und Notfallmedizin)
- Medical (Urologie, Enterale Ernährung, Thermometrie, Dialyse, Elektroden, Thromboseprophylaxe, Sicherheitssysteme, Moderne Wundversorgung) und
- Pharmaceuticals (Kontrastmittel, Injektorsysteme, Nuklearmedizin)

Der neue Eigentümer des Unternehmens, der Medizinkonzern Medtronic, gab bekannt, dass die derzeit in Neustadt befindlichen Arbeitsplätze bis Ende 2016 an andere Standorte in Deutschland und Europa verlagert werden.